# India történelme
India történelme alatt, szűkebb értelemben a mai India, tágabb viszonylatban az indiai szubkontinens (a mai India, Pakisztán, Banglades, Nepál)  történelmét értjük.

## Ókor

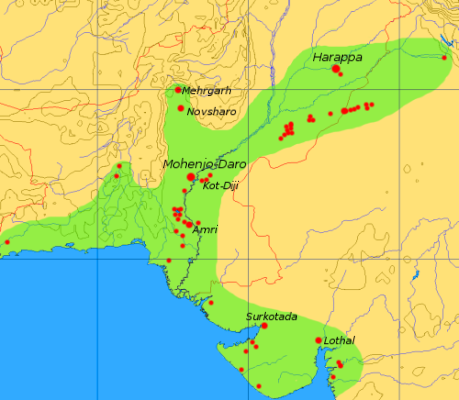
Az Indus-völgyi civilizáció kiterjedése és fontosabb városai

Az első települések nagyjából i. e. 4000 körül jelentek meg az Indus és az azóta kiszáradt Szaraszvati völgyében. Lakói feltehetőleg dravidák, vagy azok elődei voltak. Fejlett városi kultúra alakult ki jól szervezett településrendszerrel, csatornahálózattal, és adminisztrációval. Megjelent a kasztrendszer alapja a papság elkülönülésével. Az ún. Indus-völgyi civilizáció fénykorát az i. e. 2300 és 1700 között élte. Birodalmi egység jött létre több városközponttal (Mohendzsodáro, Harappa, amely hatalmát kiterjesztette az Indus völgyén kívül a mai Rádzsasztán és Gudzsarát államokra is. Elterjedt a ma még megfejtetlen betűírás is. Az indoárja invázió következményeként ez a korai dravida civilizáció nagyrészt elpusztult, de bizonyos elemei beszivárogtak a hódítók kulturális, főként vallási életébe (pl. Siva-kultusz).

### A védikus kor
Az indoiráni népcsoport vándorlásának második hullámaként i. e. 175 körül jelennek meg az első indoárja törzsek, melyek fokozatosan nyomultak be Észak-India területeire, az Indus és a Gangesz közti, állattartásra kiválóan alkalmas földekre. Délkelet felé kiindulva meghódították az indiai szubkontinenst és Irán nagy részét. A katonailag fejlettebb, hódító árják alávetettként kezelték az őslakos dravidákat, bár a két nép etnikai és kulturális keveredése fokozatosan végbement. Első megtelepedésük a Pandzsábban történt, de mire elérték a Jamuna folyam magasságát, lendületük megtört, és vereséget szenvedtek a korábban itt megtelepült, az őslakosokkal szövetséges indoárjáktól (Rigvéda „tíz király csatája”).
Az indoárják áldozati szertartásainak szanszkrit nyelvű szent szövege, a Rigvéda, hamarosan egyike lett a hinduizmus legfontosabb forrásainak, a Védáknak.
I. e. 2. és 1. évezred fordulóján az árják a Gangesz völgyében rendezkednek be, ahol megjelennek az első államok. A hódítás korának maradéka a mai indiai kasztrendszer, ahol a Védák három fő kasztja, a brahmana, a ksatrija vagy rádsanja és a vaisja az árja eredetű világos bőrű papi, harcos és földművelő kasztot jelenti, míg a negyedik a súdra a sötét bőrű, nem árja, dravida vagy munda eredetű őslakókat. Ezeken kívül vannak az eredetileg rabszolga érinthetetlenek (pária vagy dali). A négy főkasztot jelentő szanszkrit varna szó jelentése is 'szín'.
Az i.e. 900 körül az indoárja törzsek megtelepedésével Észak-Indiában szervezett politikai élet, birodalmi struktúrák jöttek létre, megjelent a Bhárata állam, vagy a Kuru Panosála uralkodóház. Ezek déli terjeszkedését a nagy indiai eposzok írják le. A védák korát az epikus kor váltja fel. Ez a Mahábhárata és a Rámájana keletkezésének kora is.

### Magadha és a buddhizmus kialakulása

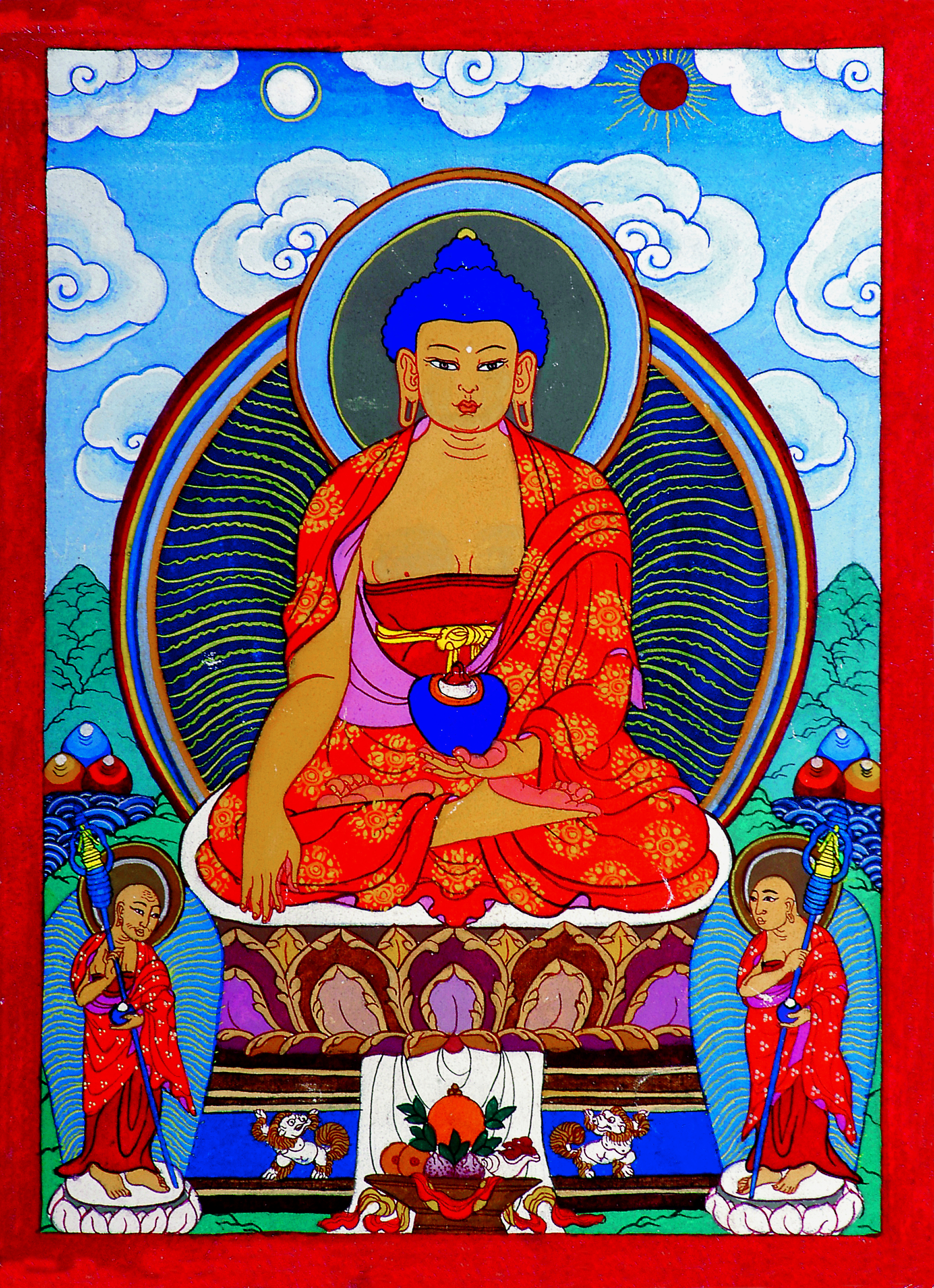
Buddha egy kései ábrázolása

Az i. e. 6. században Magadha és Kosala államok vezető szerepre tesznek szert Észak-Indiában. Ebben az időszakban már kialakult a klasszikus indiai tudomány, mint a matematika, csillagászat, filozófia. Nagy vallási-filozófiai rendszerek születnek (→ Ind filozófia), mind a dzsainizmus és a buddhizmus.
Az i. e. 4. század második felében Magadha egész Észak-Indiára kiterjesztette fennhatóságát, ezzel elkezdődött az az állandó folyamat, mely egészen az angol hódításig jellemezte a földrészt: az egyes államok rövid időre kiemelkednek a többiek közül, nagy területeket egyesítenek, majd összeomlanak és átadják a helyüket a következőknek. A folyamatos villongások során az Indus-völgy nyugati területe, a Pandzsáb átmenetileg a Perzsa Birodalom része, tartománya (satrapia) lett, így annak bukása után i. e. 327–325-ben Nagy Sándor makedón uralkodó benyomulhatott az Indus völgyébe és rövid időre elfoglalta Pandzsábot. Innentől számítható a görög kultúra jelentős befolyása az indiai kultúrára. Négy évvel később Csandragupta Maurja elfoglalta Magadha trónját, és megalapította a Maurja Birodalmat (i. e. 325 – i. e. 183)..

### Maurja Birodalom, Asóka

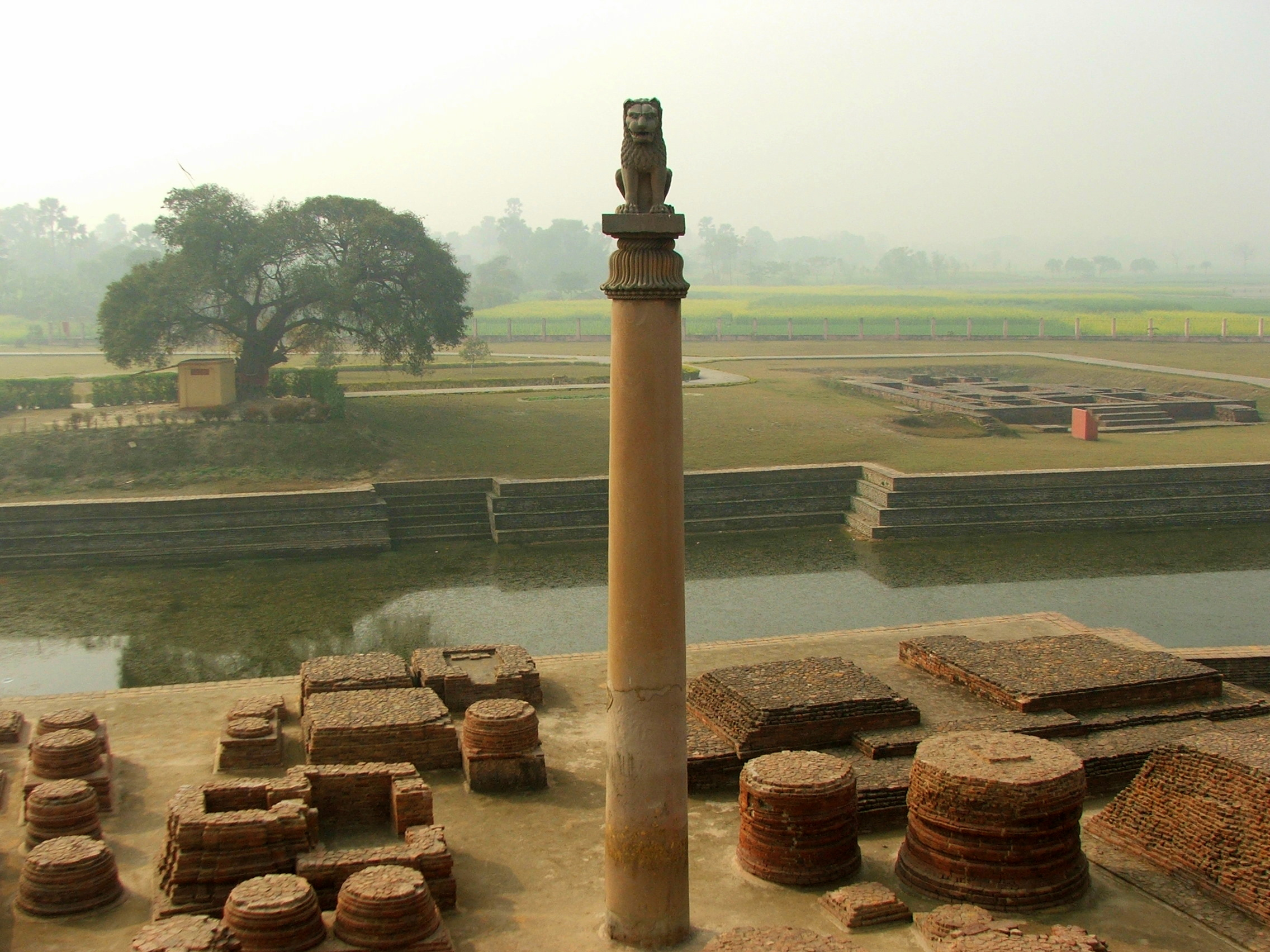
Asóka oszlopa Vaisaliban (Bihár)

Csandragupta először legyőzte Szeleukosz Nikatórt (i. e. 305), aki a Nagy Sándor meghódította területek örökösének kiáltotta ki magát, majd az afganisztáni területek felé hódított. Ekkor a Maurja Birodalom a szubkontinens déli csücskének kivételével Kabultól a mai Kelet-Indiáig, az Indiai-óceán partvidékéig, a Bengáli-öbölig terjedt. A Maurja Birodalom volt az indiai bennszülött civilizáció első nagy virágkora. Gazdasági életének alapja a mezőgazdaság, másodsorban a kereskedelem volt, az állam fő bevételei a földadók voltak.
Az egységes India első nagy hatású állama Pátaliputra (a mai Patna) fővárossal jól szervezett volt, politikai és gazdasági egységét öntözőrendszerek kialakítására is felhasználta. Csandragupta fia, Binduszára elfoglalta a Dekkán-fennsíkot, unokája, Asóka, a Maurja-dinasztia harmadik császára, Csandragupta Maurja unokája az ókori India leghíresebb uralkodójaként a történelemben először egyesítette csaknem egész Indiát és Afganisztánt (i. e. 268–233).
Uralkodásának székhelye Magadha (a mai Bihár). Apja uralkodása alatt alkirályként a birodalom egyik tartományát igazgatta, majd apja halála után háborúba keveredett testvéreivel. Kegyetlen uralkodóként ismerték, de a kalingai háború (i. e. 265 – i. e. 263) véres mészárlásai után önvizsgálatot tartott. A háborút, mint a konfliktuskezelés módját elvetette és a buddhizmus lelkes követője és terjesztője lett.
Asóka uralkodásának időszakában a birodalom csaknem egész Indiára kiterjedt. A buddhizmust államvallássá tette. Erről a korról jelentős források maradtak fenn Asóka „oszlopainak” köszönhetően, melyeket egész India szerte állíttatott, rajta buddhista ihletettségű szövegekkel, törvénykezési és történelmi események leírásával.

### Szaka-Kusán uralom, Pándják, Csérák

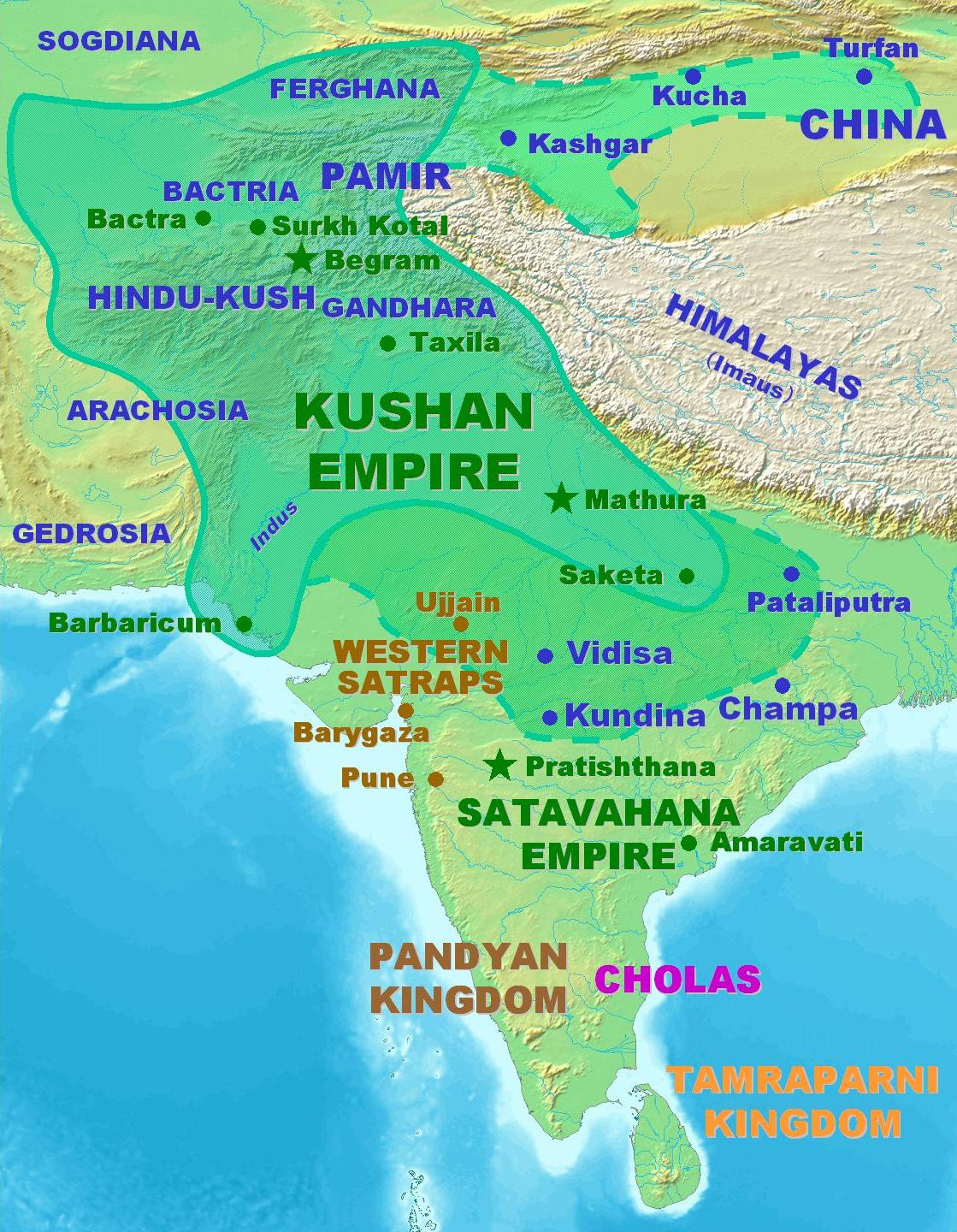
A Kusán Birodalom

Az i. e. 2. század első felében a Maurja Birodalom hanyatlásnak indul, a határokon nő a feszültség, a birodalom közigazgatását és stabilitását belső harcok gyengítik. A Kelet-Irán és Afganisztán területén regnáló hellenisztikus Baktriai királyság elfoglalta Észak-Indiát, Pandzsábot és Szindhet. Az i. e. 1. században a belső-ázsiai szakák kezdik meg India meghódítását. Az i. sz. 78–144. időszak Kaniska uralma: ez a belső-ázsiai Kusán Birodalom fénykora, amely hódításaival a Jamuna mentén Mathuráig terjeszkedett. Kaniska lelkesen tanulmányozta a buddhista tanokat és mindent megtett annak terjesztéséért. Az indiai eredetű buddhizmus Indián kívül, Ázsia nagy területein, többek között Kínában is meghonosodott. Talán a kereszténység is ekkor vert gyökeret, a legenda szerint ugyanis 52-ben Szent Tamás partra szállt Keralában és hatékony térítőtevékenységbe kezdett elsősorban az előkelő hinduk között.
A Gangesz-völgy királyságai időnként erős hatalmi koncentrációt képviseltek, azonban India maurják alatti egységét a Gupta-dinasztia megjelenéséig (320) nem tudták megteremteni. Ebben az időszakban a hindusztáni alföldek és a Dekkán között a Szatávahanák dinasztiája erősödött meg, akik helyzetüknél fogva elsősorban kulturálisan már képesek voltak egyesíteni az északi hindu és a déli dravida királyságokat. A déli területek kultúráját ebben az időszakban érintették meg kiterjedt tengeri kereskedelmüknek köszönhetően az egyiptomi, iráni hatások, majd a rómaiak egyiptomi megjelenése után India közvetlenül kapcsolatba került a nyugati kultúrával is. Ugyanakkor a déli vidékek királyai kelet felé tekintettek, és kereskedelmi kapcsolataik révén eljutottak a mai Kambodzsa területére, a Mekong-delta vidékére, és a csendes-óceáni szigetekre is. Az ókori indiai felfedezők feltárták és gyarmatosították Ceylont. A dél-indiaiak a Malaka-félszigetet és a maláj-szigetvilág sok szigetét járták be. Indonéziában elsőként Szumátrát fedezték fel, majd az 1. században Jávát.
India déli területein az első évezred közepén már három nagy birodalom osztozott, a Csolák, Pándják és a Csérák.
A Pándja-dinasztia központja az Indiai-félsziget legdélibb részén volt. A dinasztia megalapításának időpontja ismeretlen, az i. e. 6. századból azonban már vannak feljegyzések. Első fővárosa Korkai, ma is létező falu az Indiai félsziget déli részén. A régészeti feltárásokból tudjuk, hogy halászattal, gyöngyhalászattal, kereskedelemmel foglalkoztak. A korabeli pándja zászlón található páros hal is erre utal. Termékei a Római Birodalom területére is eljutottak.
A helyi fejedelmek folyamatos harcaiban a Pándja-dinasztia idővel háttérbe szorult. Jelentős birodalmat Kadungon uralkodása alatt a 6. században hozott létre. Ekkor már Maduráj a főváros. Később a Csolák megerősödésével újra háttérbe szorult,
A Cséra Királyság, más néven Keralaputrasz (Kerala fiai) Tamilakam nyugati területén helyezkedett el. A dinasztiáról már i. e. 3. századból vannak említések, uralma az i. sz. 12. századig tartott, a királyságnak a Csolák hatalmi törekvései vetettek véget. A nép továbbra is fennmaradt, ez a mai Kerala állam.
A királyság területe kiterjedt a Malabár-partokra, a dél-indiai Karur, Coimbatore és Salom területére (ez a mai Kerala) és Tamilnádu egyes részeire. A szomszédos királyságokkal folytatott harcok során területe többször változott.
A Cséra-dinasztia alapítója Perumcsottu Utijan Cséralatan.

### Gupta Birodalom

A Gupta Birodalom kiterjedése

A 2. században a Pallava-dinasztia felemelkedik Dél-Indiában. 250 körül I. Csandragupta Észak-Indiában megalapítja a Gupta-dinasztiát. 320–535. között, Magadhából kiindulva a Gupták megkezdik birodalmuk kiépítését, amely egész Észak-Indiára kiterjed. A Gupta-kor az indiai művészetek klasszikus kora. Számos történész szerint India aranykora.
A birodalmi egységet Szamudra Gupta teremtette meg déli területekre vezetett hódító háborúival. Utódai II. Csandragupta, Kumáragupta, és Szkandagupta a kialakult birodalmi egységet megerősítette. Szkandagupta nevéhez fűződik az akkoriban igen agresszív hódításaikról ismert hunok kiűzése Indiából.
A tudományos és művészeti élet virágzott, a képzett tisztviselői kar megszervezte az öntözést, az adózást, és távoli nyugati vidékek kereskedelmi kapcsolatait bővítette. A Gupták udvarában alkotott Kálidásza a költő, ekkor alapították Nálanda híres egyetemét is. Bár több esetben veszély fenyegette a birodalmi egységet, és kicsi, de erős királyságok alakultak, időnként, különösen Észak-Indiában figyelemre méltó államalakulatok jöttek létre. Ilyen volt Harsa birodalma is, aki egész Hindusztánt, Kasmírtól Asszámig egyesítette, délen a Dekkánt fennhatósága alatt tartó Csálukja-dinasztia állította meg.
A Csálukja Birodalom kifinomult művészeti alkotásai különösen építkezéseikben nyilvánult meg, igen híresek Ellora faragott barlangjai és templomai. A Kaveri völgyét uraló Pallavák hatalmát megtörve szereztek hegemóniát a déli területeken.
A buddhista és hindu filozófia bizonyos mértékű fúziója is ekkor jött létre, aminek következményeként a buddhizmus gyakorlatilag a mai napig eltűnt Indiából. A filozófia alapja a Sankarácsárja által kidolgozott Advaita-védánta volt, amely a meghatározatlan monizmus talaján áll, és alapját képezi a hindu gondolkodás újítási mozgalmainak napjainkig.

### Pallavák, Csolák

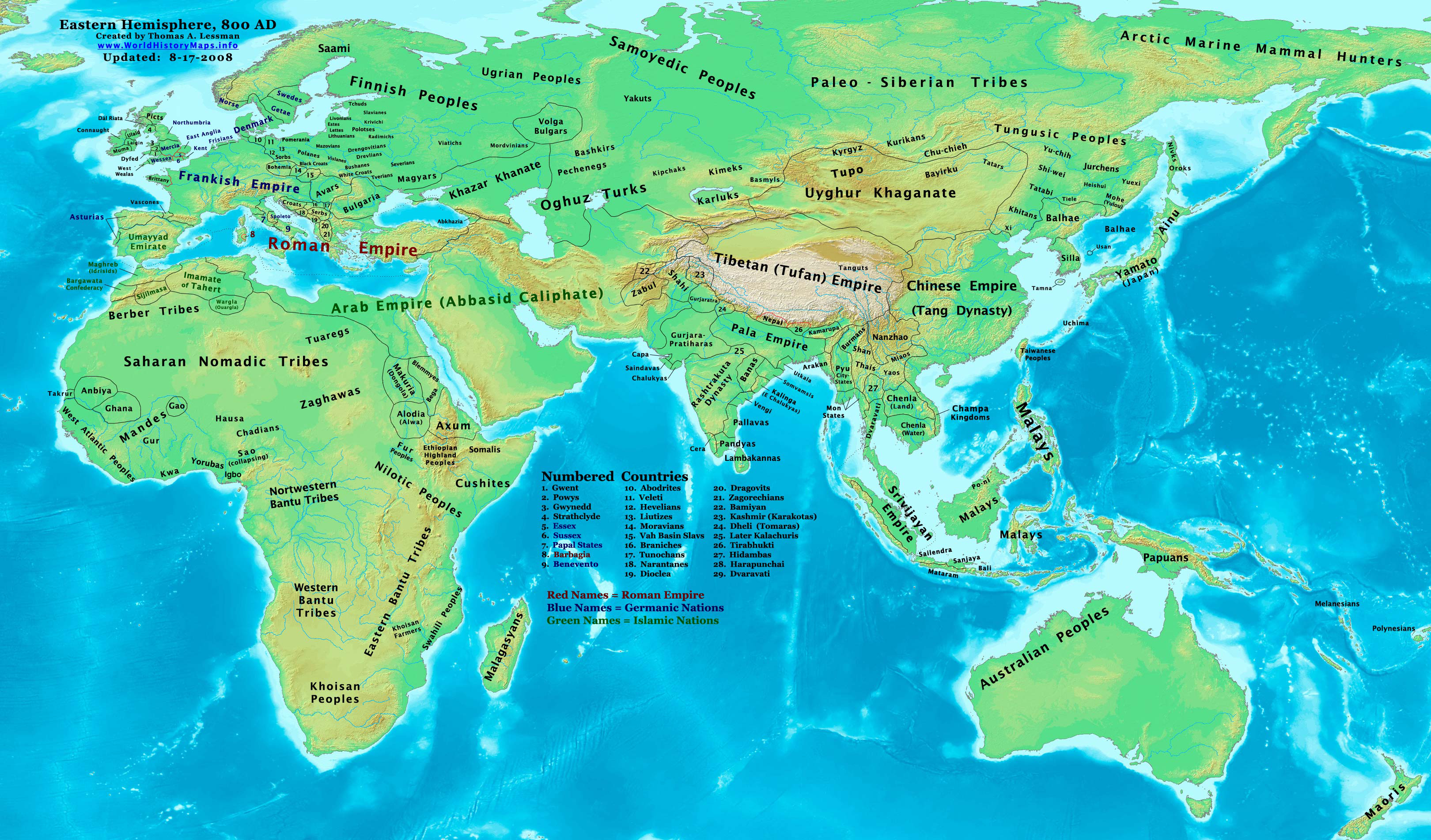
A világ képe 800 körül

500–908. között a Pallavák királysága lett Dél-India vezető állama. A Pallavák alakították ki a déli, úgynevezett dravida templomépítészeti stílust, ők építették a mahabalipurami templomkomplexumot legjelentősebb uralkodójuk, Naraszimha Varma kezdeményezésére. Az indiai kultúra keleti befolyását is nekik tulajdonítják, kambodzsai, jávai templomok stílusjegyei pallava hatásról árulkodnak.
A 10–11. század a Pallavákat követő, szintén tamil Csola állam virágkora India déli részén. Kitűnően szervezett állami irányítási rendszerük mellett öntözőrendszerek építését kezdték, amelyek későbbi korok számára is mintaként szolgáltak. Erős tengeri flottáikkal harcba szálltak Srí Lanka és Szumátra királyaival is. A dinasztia a 10. és a 11. században volt hatalma csúcspontján. I. Rádzsarádzsa Csola (Nagy Radzsaradzsa) és fia, Rádzsendra Csola uralkodása alatt a birodalom Ázsia egyik legerősebb katonai, gazdasági és kulturális hatalmává vált. Területe délen a Maldív-szigetektől északon Nyugat-Bengálig, a Gangesz folyóig terjedt. A Csolák fővárosa Tandzsávúr volt, évszázadokon keresztül megtartotta hatalmi és kulturális központi szerepét. A korszak kiemelkedő alkotása a Brihadesvara-templom, amely ma már a világörökség része.
A 12. század végére fokozatosan csökkent a hatalmuk, később eltűntek India történelmi színteréről.

## Az iszlám és India
Az iszlám megjelenése Indiában véres csatározások útján történt. A korai arab expanzió csak az ország északi részeit, az Indus folyóig terjedő területeket érintette. Ez a térség már az első ezredforduló előtt is a hódítások elsődleges célpontja volt. A kalifátus felbomlása idején egy iszmailita államalakulat jött létre ezen a területen, amely a 11–12. században a Fátimidákkal szoros kereskedelmi és politikai kapcsolatokat ápolt. A 12. század végén afgán csapatok, először a Gaznavidák, majd a Gúridák rohanták le a területet, és rabolták végig a szubkontinens északkeleti tartományait, majd ez utóbbiak a Gangesz vidékéig merészkedve a Traori hegység lábánál megütköztek a hindu föderáció, Ráj Pitora vezette haderejével. Időlegesen akkor még megállították őket, azonban a Delhi kapujának számító hegységnél, egy évvel később, az afgánok már győzelmet arattak. Vele együtt pusztultak Kanaudzs, Gvalijár és Bihár gazdag városai, az uddandapúrai utolsó buddhista egyetemmel együtt.

### Delhi szultanátus
A gúridák mameluk parancsnokai teljhatalommal rendelkeztek a meghódított területeken. Az 1193 óta Delhi helytartójaként szolgáló, Kutb ad-Dín Ajbak (1206-1210), 1206-ban levált a gúrida szultán, Muizz ad-Dín Mohamed (1173–1206) fennhatósága alól és megalapította az első rabszolgák alkotta mamluk dinasztiát, a Delhi Szultanátust. A hatalmas, kiépített úthálózattal alig rendelkező terület közigazgatását egyetlen szultán sem volt képes tartósan megszervezni, és ez kedvezett a kis hatalmi oligarchiák, fejedelemségek, királyságok kialakulásának.
1206–tól 1526-ig állt fenn ez az államalakulat. A központi hatalom gyengülésének következtében a többször is kis emírségekre szakadt szultanátus irányítását a vallási vezetés, az ulamá vette át. A birodalom peremén, a határ menti államokban a gázi harcosok a szúfizmussal szimpatizáltak, és egyeduralomra törtek. A hatalmi villongások a 16. század elején az afgán Lodi dinasztia korában érték el csúcspontját, és ezt kihasználva Bábur (1483-1530), Timur Lenk unokája hatalma alá vonta Delhi környékét, majd utódai a „Nagymogulok” két-három évszázadig szinte az egész indiai szubkontinenst.
1340 körül megalakul Vidzsajanagár hindu királyság, mely a Dekkán legnagyobb állama lesz.
Az első európaiak Indiában a portugálok, akik 1510-ben elfoglalják Goát.

### A Mogul Birodalom
A Mogul Birodalom mint iszlám hatalom megjelenését az indiai szubkontinensen 1526-tól számítják, amikor Bábur elfoglalta és uralta a dél-ázsiai India (Hindusztán) központi területeit. Fénykora a 17. és a korai 18. századra tehető, és véglegesen a 19. század közepén szűnt meg. A mogul császárok a Timuridák leszármazottai voltak, ellenőrzésük alatt állt az indiai szubkontinens nagy része a keleti Bengáltól a nyugati Beludzsisztánig, az északi Kasmírtól a déli Kaveri-medencéig. A lakosság ebben az időben becslések szerint 110 és 130 millió között lehetett, a birodalom területe több mint 4 millió négyzetkilométer volt.
Guru Nának (†1539) megalapította a hinduizmus és iszlám egységét és kölcsönösségét hirdető szikh vallást. A hindu politeizmus azonban a többség számára alapvető kulturális és vallási eszme volt, ezért a századok folyamán hamarosan szembekerült a muszlim kisebbséggel.
A birodalom „klasszikus korszaka” 1556-ban kezdődött, Mohammad Akbar Dzsaleuddin, ismertebb nevén a Nagy Akbar (1542–1605) uralkodásával, és Aurangzeb (1658–1707) halálával zárult le. Ezen időszak alatt a birodalom erősen centralizált közigazgatása összekötő kapocs volt a különböző régiókban.
Bár a korai mogulok csagatáj-török nyelven beszéltek és sokáig fenntartották turko-mongol hagyományaikat, lényegében a perzsa kultúrkör képviselőinek tekinthetők. A perzsa irodalmat és kultúrát átmentették Indiába, így teremtve alapot az indo-perzsa kultúra létrejöttéhez.
A birodalom gyakorlatilag az angol gyarmatosításig fennmarad. Bábur és utódai, különösen Akbar sah gyakorlatilag egész Indiára kiterjesztették fennhatóságukat, ám egy idő után csupán hűbérurai lettek az általuk névlegesen birtokol területeknek, azok többé kevésbé független államok maradtak.
Az utolsó szultán, II. Bahádur Sah Zafar, akinek uralkodása már csak Delhi városára korlátozódott, börtönbe került, majd a britek száműzték az 1857-es indiai felkelés (szipojlázadás)t követően.

## Újkor

### India a gyarmati korban
A mogul uralom alatt lévő indiai államok harcokat kezdenek egymás ellen, s gyakran az egyre gyengülő Mogul Birodalom ellen is. Ezt használják ki a portugálok nyomában érkező európai államok, és fokozatosan területeket nyernek a félsziget több pontján. Ennek a folyamatnak a vége az lesz, hogy a legdinamikusabban erősödő angolok (a Brit Kelet-indiai Társaság révén) már nyíltan beavatkoznak az indiai államok, és sokszor a mogulok belügyeibe is, gyakran taszítanak le, vagy emelnek fel uralkodókat azok élére.
Az 1700-as évek közepétől a mogul uralom teljesen összeomlik, a Birodalom csupán Delhire, és környezetére korlátozódik. A hűbéres államok megtagadják az adófizetést. Ezzel együtt az angol Kelet-Indiai Társaság gyakorlatilag egyeduralkodó lesz a földrész kereskedelmében. Az így megerősödött Társaság területi hódításokba kezd.
Az 1803-4-es nagy hadjárat alatt, Wellesley és Lake elfoglalják Delhit, Agrát, Gudzsarátot és Oriszát, ezzel gyakorlatilag Észak-, Középső- és Dél-India is az uralmuk alá kerül. Az angolok a mogulok vazullusi rendszerével, de annál sokkal hatékonyabban és nagyobb katonai erővel kormányoznak. 1809-ben Radzsid Szingh a szikh mozgalom révén független államot alakít Pandzsábban. Ezt végül a Társaság csapatai számolják fel az 1845-49-es szikh-háborúkban.

### Nemzeti ellenállás és a gyarmati politika
1857-ben, az utolsó nagymogul vezetésével felkelés tör ki a brit uralom ellen (szipojlázadás). A felkelést leverik, de hatására 1858-ban a Brit Kelet-Indiai Társaság megszűnik, és minden joga a brit koronára száll. Megkezdődik a sokkal szorosabb brit uralom, a rádzsaságokat és szultanátusokat felszámolják, és a területet alkirályok kormányozzák. 1876-ban Viktória királynőt India császárnőjévé választják.

## Indiai függetlenségi mozgalom
Az 1857-es felkelés leverése után a britek Indiában jelentős fejlesztésekbe kezdtek, annak ellenére, hogy maga a felkelés azért tudott gondokat okozni a brit hatalomnak, mert a felkelő indiaiak rendelkeztek elnyomóik technológiájával és infrastruktúrájával. Hogy mindezek ellenére a brit hivatalok tovább modernizálták az országot, annak a következménye, hogy a Brit Birodalom épp a fénykorát élte, a világ vezető gazdasági és katonai hatalmaként rendelkezett az ehhez szükséges erőforrásokkal. Azzal, hogy legjelentősebb gyarmatát a Birodalom fejleszti, annak gazdasági erejét, és ezzel a Birodalom erejét növeli. Azonban a háttérben még egy ok meghúzódott: a világ újrafelosztására törekvő államoktól kellett megvédenie gyarmatait.
Elterjed az angol típusú iskolarendszer, nyugati eszmék kezdenek el terjedni, és megjelenik a westminsteri parlamentarizmus is, azaz a fejlett politikai kultúra. A fejlődésben jelentős szerepet kapnak az indiai reformtörekvések is, melyek elsősorban az indiai társadalom megújítását célozzák (például Rám Mohan Ráj kezdeményezésére létrejön a Brahma Szamádzs, amely elvetette a szatit (a feleségek önkéntes tűzhalála), a csecsemőgyilkosságot és egyszerűsíteni akarta a vallási gyakorlatot. Szvámi Dajánanda létrehozza az Árja Szamádzsot, ami elveti a kasztokat, és az indiai kultúra felsőbbrendűségét hirdeti.
1885-ben, angol segítséggel megalakul az Indiai Nemzeti Kongresszus. 1899-ben az akkor alkirály, Lord Curzon vallási alapon kettéosztja bengál tartományt. Az intézkedés óriási felzúdulást vált ki, India először gondolkodik nemzeti egységben. Elkezdik bojkottálni az angol árukat. Megalakul a "szvadési" (kb "a mi hazánk") mozgalom. 1906-ban megalakul az indiai muszlimok szervezete a Muszlim Liga. 1907-ben a Kongresszus radikálisokra és mérsékeltekre szakad. 1909: Indian Councils Act - Indiában külön választókerületeket szerveznek, vallási alapon a muszlimok és más csoportok számára, hogy a britek ezzel is gyengíthessék a nemzeti mozgalmakat. 1911-ben eltörlik Bengália kettéosztását, majd ideiglenesen áthelyezik a fővárost Delhibe, V. György király látogatásának idejére.
1914 és 1918 között India bekapcsolódott az első világháborúba afrikai, ázsiai, sőt még európai frontokon is. Az indiai hadsereg a brit és más gyarmati erőkkel közösen harcolt az Oszmán Birodalom ellen. Indiai katonák részt vettek számos híres ütközetben, például a Dardanellák ostromakor.
Mindeközben az indiai kérdés a világ több részén is megjelenik: Gandhi Dél-Afrikában küzd az ottani indiaiak érdekeiért. Ír mintára megszervezik az indiai önkormányzati ligákat. Az I. világháborúban több mint egymillió indiai katona vesz részt, ám amikor az angol gyarmatok nagy része domíniumi státust kap, az angolok Indiától ezt megtagadják. A háború után az angol kormányzat keményebb eszközökhöz folyamodik a mozgalmak letörésére. Ez általános elégedetlenséghez vezet, a nemzeti mozgalom élére L. G. Tilak áll, ám halála után Gandhi veszi át szerepét. Tilakkal ellentétben Gandhi az erőszakmentességgel és az igazsághoz való ragaszkodásával tekintélyes erőt gyűjt össze a mozgalomba, amivel komoly károkat okoz az angol kormányzatnak. Gandhi közérthetően adja elő céljait és szervezi a mozgalmat, átveszi a Kongresszus vezetését és működését racionalizálja. Rövidesen sikerül az indiai társadalom minden rétegét békés eszközökkel szembefordítania az angol uralommal. Emiatt a brit hatóságok többször is bebörtönzik.
1923-ban, Gandhi jóváhagyásával a Kongresszusból kiválik a Mótilál Nehru vezette Szvarádzs Párt. A britek felállítják a Simon-bizottságot, hogy rendezze az indiaiakkal a viszonyt, de mivel nincs indiai tagja, ezért Gandhiék azt bojkottálják. 1928-ban a Kongresszus domíniumi státuszt követel Indiának, de az angolok alkotmánytervezet kidolgozását követelik tőlük. Az összindiai pártokból álló testület végül elkészíti a tervezetet (Nehru-jelentés), de mivel nem tartalmazta a különböző csoportoknak (elsősorban vallási kisebbségeknek) járó, külön választókerületeket, így azt mindenki elutasítja, különösen a muszlimok. A Nehru-jelentés alapján világossá válik, hogy a muszlimok mindig is kisebbségben lesznek Indiában.
Az 1928-as, lahóri kongresszusi ülésen elfogadják a púrna szvarádzs, azaz teljes függetlenség célkitűzését. 1930: Muhammad Iqbal költő a Muszlim Liga elé terjeszti a Pakisztán-tervet, amelynek elnevezését Csaudhuri Rahmat Ali alkotta meg. 1931-ben kiadják a westminsteri statútumot: megszűnik Nagy-Britannia törvényhozói főhatósága a domíniumok fölött, amelyek Angliával egyenlő státuszt nyernek, vagyis megszületik a Brit Nemzetközösség. 1930–31: fellendül a polgári engedetlenségi mozgalom, Gandhi 11 pontos követeléséből 7 gazdasági természetű. Támadja a só áremelését és az állami sómonopóliumot. 1930 márciusában elindul a tengerpartra sót párolni. Ez a híres sómenete, ám emiatt ezreket tartóztatnak le. 1931. március 5-én megállapodás jön létre Gandhi és Irwin alkirály között: Gandhi felfüggeszti a polgári engedetlenségi mozgalmat, az angolok szabadon bocsátják a politikai foglyokat, Gandhi elmegy Londonba a kerekasztal konferenciára, de nem ér el semmit.
Indiában megtört a politikai lendület. 1932-ben a brit hatóságok Ambédkar kezdeményezésére külön választókerületeket akarnak biztosítani az érinthetetleneknek. Gandhi tiltakozásul éhségsztrájkba lép, szerinte ez a döntés már a hindu társadalmat is megosztja. A kormány engedélyezi tárgyalások folytatását Gandhi és Ambédkar között Gandhi börtönében. A javaslatot visszavonják, de megállapodnak az érinthetetleneknek nyújtandó kedvezmények rendszerének kidolgozásában. A Púnéi megállapodást követően az indiai brit kormány 1936 folyamán jegyzékbe gyűjtötte az érinthetetlen dzsátikat, amelyek alapján nekik és a törzsieknek a későbbiekben bizonyos számú helyet tartott fenn az állami iskolákban, a közigazgatásban és az állami vállalkozásoknál. Ez a rendszer ma is létezik. Az 1935-ös, India kormányzásáról szóló törvény, amely 1937-ben lépett hatályba, már biztosította a fenntartott helyek rendszerét. Ez a későbbiekben még egy csoporttal bővült a független Indiában.
A második világháború kitörésekor az alkirály Indiát hadviselő félnek nyilvánítja. Az indiai politikusokkal nem konzultál, ezért a nemzeti tartományi kormányok lemondanak. A politikai vezetőket bebörtönzik. 1940-ben Dzsinnah beterjeszti a Muszlim Liga elé a Pakisztán-tervet, amit ott elfogadnak. Akkor India lakosságának egynegyede muszlim. Fejlődik az ipar a hadigazdaság miatt. 1942-ben Stafford Cripps és delegációja Indiában igyekszik megnyerni az indiai politikusok támogatását, akik domíniumi státust követelnek, de nem kapják meg. Cripps a háború utánra ígéri alkotmányozó nemzetgyűlés összehívását. Gandhi megfogalmazza a Kongresszus határozatát: „Angolok, távozzatok Indiából!”. 1941–1943: hatalmas éhínség Bengálban és Orisszában. A háború után, 1945 júniusában Wavell alkirály Simlába hívja a nemzeti erők képviselőit. Javasolja, hogy a felállítandó nemzeti kormányban a Kongresszus és a Liga 40–40%-ban részesedjen a tárcákból. A felek elutasítják.

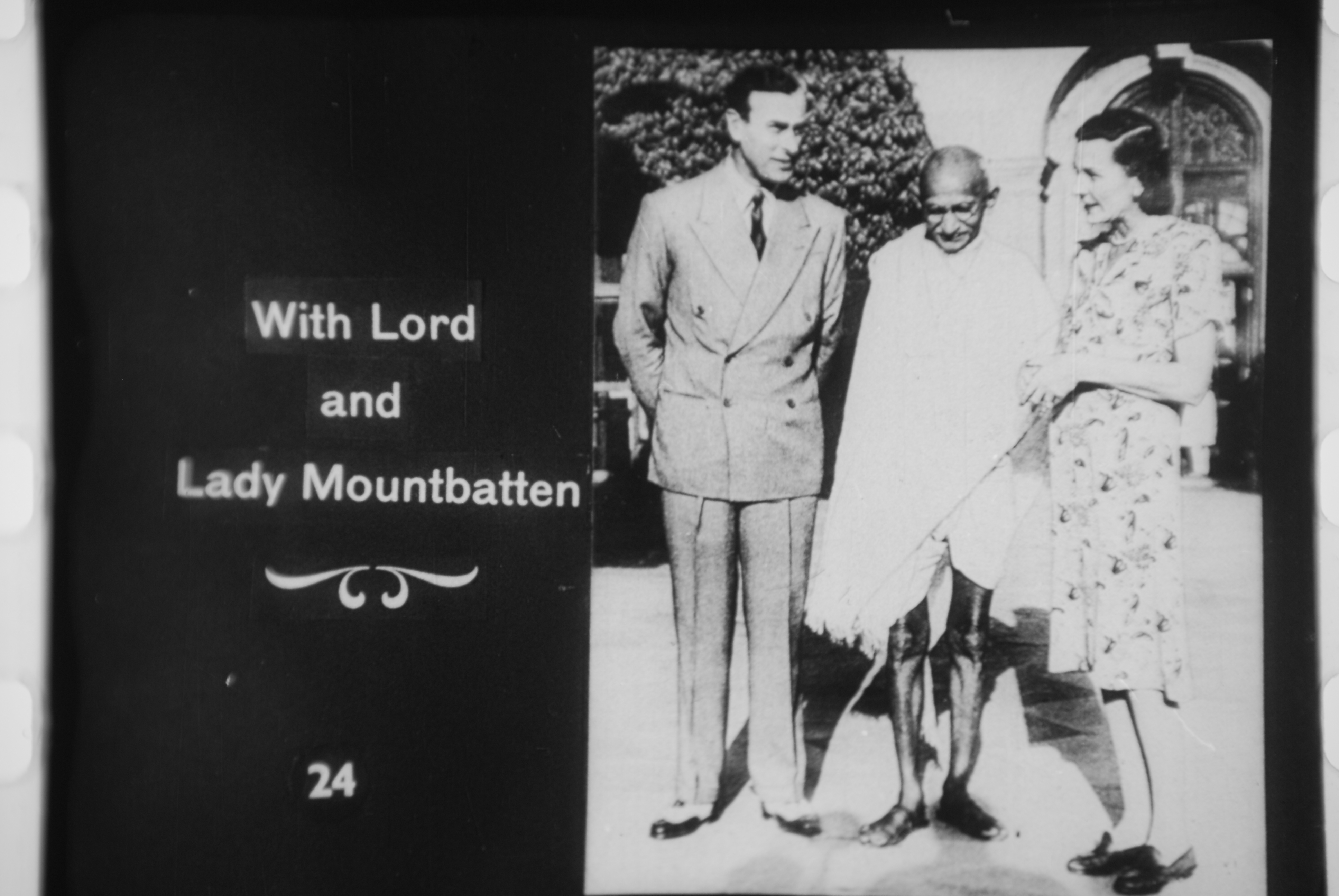
Lord Mountbatten és felesége Gandhival (1947)

India a második világháborúban is jelentős katonai hozzájárulást biztosított a Brit Birodalomnak. Elsősorban Japán ellen harcolt rengeteg indiai katona, sőt a Japán Birodalom célja ebben az időben India meghódítása volt. Az Indokínából és Kínából előretörő japán csapatok Kelet-India területére is kiterjesztették uralmukat. 1945-ben brit és ausztrál haderők közreműködésével az indiai gyarmati hadseregnek sikerült visszafoglalnia a megszállt országrészt a japánoktól.
Egy új bizottság érkezik tárgyalni, F. W. Pethick-Lawrence javasolja egy ideiglenes kormány felállítását, amely összehívja az alkotmányozó nemzetgyűlést. Angol javaslat: legyen Indiában gyenge központi hatalom, államcsoportokból álló szövetséget kell alakítani. A választások során az ideiglenes kormány megalakítására J. Nehru kap megbízást. Kormányában 6 kongresszista, 5 ligabeli és 3 kisebbségi miniszter, ezt a Liga elutasítja. 1946. augusztus 24: megalakul az ideiglenes kormány. 1946. december: összeül az alkotmányozó nemzetgyűlés. Azonban Nagy-Britannia a háborúban kimerült, nem tudja fenntartani az indiai gyarmatot. 1947. február 20-án, Attlee miniszterelnök bejelenti: Anglia 1948. júniusa előtt átadja a hatalmat az indiaiaknak. Az új alkirály, Lord Louis Mountbatten tervet készít az ország felosztásáról, amit Londonban elfogadnak. A felosztást a Liga június 10-én, a Kongresszus július 15-én fogadja el. Így végül megalakul a két domínium: Pakisztán 1947. augusztus 14-én, India 1947. augusztus 15-én.

## A független India története napjainkig
A független India első miniszterelnöke Dzsaváharlál Nehru lett, Mahátma Gandhi legközelebbi munkatársa. Kiváló politikus és szervező volt, aki felvirágoztatta a frissen függetlenedett országot, de az indiai demokrácia helyzetét már ekkor jól jellemzi, hogy miniszterelnöki pozícióját haláláig, 1964-ig megtartotta, és utána is sokáig családjának tagjai birtokolták a legfőbb végrehajtó hatalmat.
A 20. századi második felében az indiai függetlenség erős lábakon állt, nem úgy az állam belső egysége. A szövetségi állam tagállamai között erős volt az etnikai és vallási feszültség, sokukban felmerült az Indiától való elszakadás gondolata, különösen az észak-nyugati, többségében szikhek lakta Pandzsáb államban. Ez az indiai szövetségi kormány szemszögéből katasztrofális hatással járt volna, Pandzsáb az össz-indiai gazdaság egyik legfontosabb területe, kiváló mezőgazdasági adottságaival.
Az ország eközben külső konfliktusokkal is terhelt volt, 1962-ben határviták folytán háborúba bonyolódott Kínával, Dzsammu és Kasmír állam kapcsán pedig mai napig tartó konfliktusa van Pakisztánnal, amely eddig összesen négyszer torkollott már katonai konfliktusba. 1974-ben hajtotta végre India az első sikeres atomrobbantást, amivel az atomhatalmak közé emelkedett.
A pandzsabi konfliktus csúcspontja 1984 volt: a szeparatista Dzsarnail Szingh Bhindranvale vezette szikh szervezet terrorakciókkal akart a szövetségi kormányra nyomást gyakorolni, amire válaszul Indira Gandhi miniszterelnök (Nehru lánya) tankokkal ostromoltatta meg az amritszári Aranytemplomot, a szikhek legszentebb helyét, a terrorizmus elleni harcra hivatkozva. Az esetnek ötszáznál is több halálos áldozata volt. Válaszul Indira Gandhit a saját szikh testőrei gyilkolták meg 1984 októberében. Utódai folytatták a szikh szeparatizmus elleni harcot, aminek az eredménye az lett, hogy a központi kormány hatalma megerősödött nem csak Pandzsáb, de az összes szövetségi állam fölött.
A 21. századba lépve, a globális hatásokkal és a történelmi terheltségekkel összhangban egyre súlyosabb gondokat jelent Indiában az éghajlatváltozás, a környezetszennyezés, a gazdasági recesszió és korrupció, az alig javuló szociális rendszer és az egyre növekvő társadalmi szakadék. Bár India szekularizált államnak tartja magát, a társadalomban, a mindennapi élet területein jelentős tényező továbbra is a hivatalosan megszüntetett kasztrendszer és a hindu vallási fundamentalizmus is.
India jelenlegi miniszterelnöke, Narendra Dámodardász Modi, 2014 óta gyakorolja hatalmát, egy populista vallási és nacionalista politikára alapozva, aminek része, hogy megkérdőjelezhető módon gyakorol nyomást a kormány politikáját kritizálókra. A hinduk és a muszlimok között gyakoriak a véres, halálos áldozatokkal járó atrocitások, magát Modit is érték ezekre való felbujtással kapcsolatos vádak (elsősorban a 2002-es gudzsarati mészárlással kapcsolatosan, amikor Modi Gudzsarat állam elnöke volt).[forrás?]